# 대구비산초등학교
대구비산초등학교는 대한민국 대구광역시 서구에 있는 공립 초등학교이다.

## 학교 연혁
- 1967.08.03. 경북교육위원회로부터 교명 대구비산국민학교 설립인가
- 1968.08.15. 본관 15개 교실 준공(일반교실 13실, 교무실 1실, 교장실 1실, 화장실 1동 7칸)
- 1968.10.18. 대구비산국민학교 개교(1,465명 17학급 편성) - 대구인지초등학교에서 1,046명, 대구서부초등학교에서 250명, 대구평리초등학교에서 169명 수용 전환
- 1970.03.01. 교가 제정
- 1972.02.19. 제1회 졸업(남 358명, 여 283명, 계 641명)
- 1975.10.14. 운동장 스탠드 완공
- 1976.11.01. 본관 북편 옹벽 공사 준공
- 1978.02.26. 본교 총 동창회 조직
- 1978.09.30. 국민교육헌장비 및 어린이헌장비 제막
- 1979.10.23. 자연관찰원 및 기상대 설치
- 1981.02.13. 충(이승복 어린이), 효(정재수 어린이) 동상 제막
- 1987.04.30. 공부하는 어린이 동상 제막
- 1988.02.22. 대구이현초등학교에서 222명 수용.
- 1991.03.01. 70학급 편성(특수 2학급)
- 1995.09.14. 급식소 개소
- 1996.03.01. 대구비산초등학교로 교명 변경
- 1996.10.23. 학교 방송실 설치
- 1999.03.03. 단군 동상 제막
- 2002.10.26. 제1회 날뫼북춤 경연대회 은상 수상(한국국악협회대구광역시지회장)
- 2004.09.17. 날뫼도서관 개관
- 2005.05.30. 사회복지실 개관
- 2007.05.04. 날뫼 새싹관 개관
- 2008.02.28. 다목적실 설치
- 2008.09.01. 배드민턴부 창단
- 2008.09.02. 돌봄교실 ‘파랑새터’ 개관, 급식실 바닥 교체
- 2008.10.28. 운동장 급수대 준공
- 2009.01.30. 운동장 배수로 공사 준공
- 2009.06.05. 영어체험실 리모델링
- 2009.07.16. 보건실 리모델링
- 2009.11.30. 화단공사, 엘리베이터, 경사로 설치
- 2010.03.09. 운동장 트랙 우레탄 시공 공사 준공
- 2013.10.01. 학교 서문 앞 비보호 좌회전 학교 진입 차선 설치
- 2013.10.08. 영어실체험실 세계 주요 5개 도시 전자벽시계로 교체
- 2014.02.13. 제43회 졸업식(남61, 여53, 계 114명) / 졸업생 전체 누계 : 남 10,820명, 여 9,330명, 계 20,150명
- 2014.02.28. 돌봄교실 ‘행복새터’ 1실 추가 준공
- 2014.03.01. 26학급 편성(특수 1학급 포함)
- 2014.04.23. 운동장 조회대까지 마이크 케이블 포설 및 방송기자재 추가 구입
- 2014.07.23. 화장실 절수기기 설치
- 2014.07.09. 1사 1교 악기 지원(농협-큰북, 작은북, 징, 디지털파아노 등 450만원 상당)
- 2014.08.11. 돌봄교실(노랑새터) 준공
- 2014.11.07. 교육환경개선공사(연결복도 옥상방수, 강당 외벽보수 등)
- 2015.02.10. 복도 방화문 설치 공사
- 2015.02.13. 제570회 졸업식(남 59명, 여 54명, 계 113명)(졸업생 전체 누계 : 남 10,879명, 여 9,384명, 계 20,263명)
- 2015.03.01. 25학급 편성(특수 1학급 포함)
- 2015.03.01. 제19대 강신재 교장 부임
- 2016-12-312016 제2차 학교폭력제로학교 교육감표창
- 2016-12-232016 대구광역시서부교육지원청교육장배 사제동행 학교스포츠클럽대회(남초부, 배드민턴 3위)
- 2016-12-192016 대구광역시교육감배 학교스포츠클럽대회(국학기공, 초등부 3위)
- 2016-11-242016 대구광역시서부교육지원청교육장배 학교스포츠클럽대회(여초부, 윷놀이 3위)
- 2016-11-152016. 주제가 있는 학교특색경영 우수(교육감상)
- 2016-11-11제18회 대구광역시장배 종별 배드민턴선수권대회 여초부단체전 3위
- 2016-10-262016 제12회 대구광역시교육감기초등학교장사씨름대회 3위
- 2016-10-182016 대구광역시서부교육지원청교육장배육상경기대회(남초부2위, 여초부3위)
- 2016-09-202016 제1차 학교폭력제로학교 교육감표창
- 2016-09-102016 대구광역시교육감배 학교스포츠클럽대회 국학기공대회(3위)
- 2016-07-06제21회 대구광역시서부교육지원청교육장기 씨름대회(종합3위)
- 2016-05-282016 전국소년체육대회 2명 출전

2016-03-262016 대구광역시소년체육대회(육상, 포환던지기 초등학교 여자부, 1위)
- 2016-03-01제20대 이준호 교장 부임
- 2016-03-0120학급 편성(특수1학급 포함)
- 2016-02-04제45회 104명 졸업(졸업생 전체 누계:남 10,931명, 여 9,436명, 계 20,367명)
- 2016-02-01교실바닥교체공사 준공(31.5실)

- 2017-12-312017.초등 기초학력향상 유공학교 교육감표창 수상
- 2017-12-222017 대구광역시서부교육지원청교육장배 사제동행 학교스포츠클럽대회(여초부 배드민턴2위)
- 2017-12-22학교 담장 벽화 작업
- 2017-12-20체육관 내부(현관 입구 내측 및 ,화장실 외부 벽 등) 도색 작업
- 2017-11-29제13회 대구광역시교육감기 초등학교장사씨름대회 3위
- 2017-11-28안전그리기 앱 활동보고 대회 1등
- 2017-11-11제47회 전국소년체육대회 및 제99회 전국체육대회 대비 평가대회(배드민턴 초등학교여자부 준우승)
- 2017-10-26방송실(정보통신공사 / 방송설비 제작 구입)
- 2017-10-132017 대구광역시 서부교육지원청 교육장배 육상경기대회(초등남자부 종합3위A군)
- 2017-10-132017 대구광역시 서부교육지원청 교육장배 육상경기대회(초등여자부 종합준우승A군)
- 2017-09-16제16회 전국 날뫼북춤 경연대회(우수상)
- 2017-08-22다목적구장 바닥 탄성포장재 개체 공사
- 2017-04-012017 대구광역시소년체육대회 배드민턴(초등학교 여자부 준우승)
- 2017-03-0119학급 편성(특수1학급 포함)
- 2017-02-16교실 환경개선 공사 준공(냉난방기교체, 다목적실 증축, 석면텍스부분 교체, LED교체, 다용도 오픈장 설치, 방충망 설치)
- 2017-02-15제46회 74명 졸업(졸업생 전체 누계:남 10,969명,여9,472명,계20,441명)
- 2017-01-05운동장 우레탄트랙 제거 및 마사토 운동장 재조성

- 2018-12-28고화소 CCTV 설치 공사(200만화소 7대)
- 2018-12-272018 사랑의열매 나눔공모전 우수상(사회복지공동모금회상)수상
- 2018-12-202018 서부교육활동 유공학교 표창
- 2018-12-052018 대구광역시서부교육지원청교육장배 사제동행 학교스포츠클럽대회 배드민턴 남초부 3위
- 2018-11-26대통령기 제38회 국민독서경진 대구광역시대회」독후감 초등부 최우수상
- 2018-11-262018 대구광역시교육감배 학교스포츠클럽대회 국학기공 초혼성 3위
- 2018-11-10제48회 전국소년체육대회 대비 평가대회 배드민턴 여초부 3위
- 2018-11-08제20회 대구광역시장배 종별 배드민턴선수권대회 여초부 3위
- 2018-10-272018 제17회 전국 날뫼북춤 경연대회 최우수상(교육감)
- 2018-10-232018 대구광역시서부교육지원청교육장배 육상경기대회 여자부 종합 3위
- 2018-09-292018 대구광역시교육감배 스포츠클럽대회 국학기공 대회 3위
- 2018-08-31시설물 안전관련 환경개선 사업(계단 및 외벽)
- 2018-07-26고화소 CCTV 설치 공사(200만화소 4대)
- 2018-03-302018 대구광역시소년체육대회 배드민턴(초등학교 여자부 3위)
- 2018-03-01사회적경제 실천역량함양 교육과정 연구학교 지정(대구광역시교육청)
- 2018-03-0119학급 편성(특수1학급 포함)
- 2018-02-09제47회 64명 졸업(졸업생 전체 누계 : 남 11,004명, 여 9,501명, 계 20,505명

- 2019-12-312019. 교육활동 유공학교 표창
- 2019-12-24안전도어시스템 설치
- 2019-12-192019 전국 초·중·고 학생 사랑의열매 나눔공모전 최우수상
- 2019-12-19제7회 전국 초·중·고 학생「사랑의열매 나눔공모전」단체상 부문 최우수상
- 2019-12-112019년 과학경진대회 우수교
- 2019-11-252019 대구광역시교육감배 학교스포츠클럽대회 서부교육지원청 예선대회(남초부, 3위)
- 2019-11-07비산 방송설비 성능개선 사업장비 설치 공사
- 2019-10-19제18회 전국날뫼북춤경연대회 최우수
- 2019-10-16양치실 설치
- 2019-08-05합성목재 계단 공사
- 2019-05-272019학년도 대구광역시서부교육지원청 과학전람회 최우수학교
- 2019-03-302019년 대구광역시소년체육대회 배드민턴 여초부 준우승
- 2019-03-272019 대구광역시소년체육대회 배드민턴선수권대회(여초부, 2위)
- 2019-03-0418학급 편성(특수1학급 포함)
- 2019-02-01제48회 졸업식 남 32명, 여 37명, 계 69명 졸업(졸업생 전체 누계 : 남 11,036명, 여 9,538명, 계 20,574명)
- 2019-01-31과학실 바닥 개체 공사

- 2020-12-312020년 어울림 프로그램 우수사례 공모전 단위학교 최우수상
- 2020-12-312020 학교급식 우수학교
- 2020-12-222020 서부교육활동 유공학교 표창
- 2020-12-18제50회 전국소년체육대회 대비 평가대회 배드민턴 초등학교 여자부 3위
- 2020-12-152020년 학교급식 우수학교 선정
- 2020-12-09제66회 전국 과학전람회 학생 특상
- 2020-12-02셉테드(범죄예방환경설계) 사업 공사
- 2020-11-07제19회 전국 날뫼북춤 경연대회 학생부 대상
- 2020-08-14 초등수업협력문화조성사업 공사
- 2020-03-01 18학급 편성(특수 1학급 포함)
- 2020-03-01 제21대 박영순 교장 부임
- 2020-02-12 제 49회 졸업(67명)(졸업생 전체 누계 : 20,641명)
- 2020-01-30 날뫼새싹관(강당) 지붕 환경개선 공사

- 2021-03-0118학급 편성(특수 1학급 포함)
- 2021-02-10제50회 졸업식(남32명, 여32명, 계64명)
- 2026-03-01 대구비봉초등학교 통합

## 참고 자료
- 대구비산초등학교 - 한국교육학술정보원 학교알리미